# 希彭鎮區
希彭鎮區（英語：Shippen Township）是美國賓夕法尼亞州泰奧加縣的一個鎮區。根據2020年美國人口普查的統計數據顯示：居住於希彭鎮區的總人口數量為500人。科爾頓點州立公園和倫納德·哈里森州立公園兩個賓夕法尼亞州立公園皆座落於希彭鎮區。大峽谷機場也位於希彭鎮區的賓夕法尼亞362號公路旁。

## 歷史
科爾頓點州立公園於1987年被列入國家史蹟名錄。

## 人口統計
根據2000年美國人口普查的統計數據顯示：希彭鎮區有472人。人口密度為每平方英里9.7人（每平方公里3.7人）。